# Meteorus endoclytae
Meteorus endoclytae är en stekelart som beskrevs av Maeto 1990. Meteorus endoclytae ingår i släktet Meteorus och familjen bracksteklar. Inga underarter finns listade i Catalogue of Life.